# エンヴィーエ
エンヴィーエ（伊: Envie）は、イタリア共和国ピエモンテ州クーネオ県にある、人口約2,000人の基礎自治体（コムーネ）。

## 地理

### 位置・広がり

#### 隣接コムーネ
隣接するコムーネは以下の通り。
- バルジェ
- レヴェッロ
- リフレッド
- サンフロント

#### 地震分類
イタリアの地震リスク階級 (it) では、3s 
に分類される。

## 姉妹都市
- María Susana、アルゼンチン 1999年